# VREATH 〜My Favorite Cocky Pop〜
『VREATH 〜My Favorite Cocky Pop〜』（ブレス　マイ・フェイバリット・コッキーポップ）は八神純子の3作目のカバー・アルバム。2012年1月25日にGT music / Sony Music Directからリリースされた。

## 概要
八神のデビューのきっかけとなったポプコン（ヤマハポピュラーソングコンテスト）や世界歌謡祭、合歓ポピュラーフェスティバルなどのコンテストから生まれた楽曲の数々を紹介し、1971年から1986年まで続いた深夜のラジオ番組″コッキーポップ″で人気の高かった曲から、八神が″いま歌いたいうた、伝えたいうた″を選曲したカバー・アルバム。かまやつひろし、中島みゆき、トワ・エ・モワ等の楽曲のカバーのほか、メジャー・デビュー曲である「思い出は美しすぎて」は山川恵津子によって新たなアレンジが施され収録されている。
アルバムの発売は1997年12月の『So Amazing』以来およそ15年ぶりであり、本作の発表によって八神は本格的に歌手復帰を果たした。Super Audio CDにはボーナス・トラックとして、「涙をこえて」「ナオミの夢」「サルビアの花」の5.1chバージョンが収録されている。
タイトルの″VREATH″とは、Breathの″B″を音楽記号の息継ぎを表す″V″に置き換えた造語。
2011年11月2日に開催されたSHIBUYA-AXでの10年ぶりのライブを経て、2012年2月からは全国ツアーも開始された。

## 収録曲

### CD
| #   | タイトル                                       | 作詞                            | 作曲            | 編曲                                 | 時間 |
| --- | ---------------------------------------------- | ------------------------------- | --------------- | ------------------------------------ | ---- |
| 1.  | 「思い出は美しすぎて 」                        | 八神純子                        | 八神純子        | 山川恵津子                           | 2:56 |
| 2.  | 「涙をこえて」                                 | かぜ耕士                        | 中村八大        | 深澤秀行                             | 3:56 |
| 3.  | 「友だちならば」(Featuring: 陣内大蔵)          | 山上路夫                        | 川口真          | 小林建樹、北岡徹也                   | 3:48 |
| 4.  | 「時代 」                                      | 中島みゆき                      | 中島みゆき      | 山川恵津子                           | 4:29 |
| 5.  | 「待ちわびて」                                 | 中沢京子                        | 中沢京子        | 山川恵津子                           | 5:05 |
| 6.  | 「ナオミの夢」(Featuring: CHAGE)               | Tirza Attar (日本語詞) 片桐和子 | David Kvivoshei | 中村康就 (Vocal Arranged) 八神純子   | 3:25 |
| 7.  | 「白いページの中に」                           | 柴田まゆみ                      | 柴田まゆみ      | 深澤秀行                             | 4:56 |
| 8.  | 「サルビアの花」                               | 相沢靖子                        | 早川義夫        | 深澤秀行 (Vocal Arranged) 八神純子   | 4:20 |
| 9.  | 「20才のころ」                                 | 安井かずみ、なかにし礼          | かまやつひろし  | 山川恵津子                           | 4:43 |
| 10. | 「傷ついた翼」                                 | 中島みゆき                      | 中島みゆき      | 下村理恵 (Piano Arranged) 木住野佳子 | 6:24 |
| 11. | 「思い出は美しすぎて」(スキャット・バージョン) | -                               | 八神純子        | 山川恵津子                           | 2:04 |

## 備考
- 思い出は美しすぎて
1978年のプロ・デビュー曲のセルフ・カバー。
- 涙をこえて
原曲はシング・アウト。1969年 合歓ポピュラーフェスティバル'69 グランプリ受賞曲。
- 友だちならば
原曲はトワ・エ・モワ。1971年 合歓ポピュラーフェスティバル'71 参加曲。陣内大蔵とのデュエット・ナンバーとして収録。
- 時代
原曲は中島みゆき。1975年 第6回世界歌謡祭グランプリ受賞曲。
- 待ちわびて
原曲は中沢京子。1974年 第7回ポピュラーソングコンテスト入賞曲。
- ナオミの夢
原曲はヘドバとダビデ。1969年 第1回世界歌謡祭グランプリ受賞曲。CHAGEとのデュエット・ナンバーとして収録。
- 白いページの中に
原曲は柴田まゆみ。1978年 第15回ポピュラーソングコンテスト入賞曲。
- サルビアの花
原曲は早川義夫。1971年 第3回ポピュラーソングコンテスト入賞曲。もとまろのカバーで知られる。
- 20才のころ
原曲はかまやつひろし。1969年 合歓ポピュラーフェスティバル'69 入賞曲。
- 傷ついた翼
原曲は中島みゆき。1975年 第9回ポピュラーソングコンテスト入賞曲。
- 思い出は美しすぎて
スキャット・バージョンで収録。